# Duomyia irregularis
Duomyia irregularis är en tvåvingeart som beskrevs av Malloch 1929. Duomyia irregularis ingår i släktet Duomyia och familjen bredmunsflugor. Inga underarter finns listade i Catalogue of Life.